# Ogun
Cet article concerne le fleuve d'Afrique. Pour l'État du Nigéria, voir État d'Ogun. Pour la divinité, voir Ogun (divinité).
L’Ogun est un fleuve long de 300 km qui coule au Nigeria vers le golfe de Bénin. Il traverse la lagune de Lagos.